# Flugplatz Hoppstädten-Weiersbach

i7
i11
i13
Der Flugplatz Hoppstädten-Weiersbach (ICAO-Code: EDRH) liegt südwestlich der Gemeinde Hoppstädten-Weiersbach. 
Der Platz ist als Sonderlandeplatz für Flugzeuge bis zwei Tonnen (PPR 3,5 Tonnen), Hubschrauber, Motorsegler, Segelflugzeuge und Ultraleichtflugzeuge zugelassen und wird von dem Luftsportverein Flugsportverein Hoppstädten-Weiersbach e. V. betrieben. 
In der Nähe befindet sich das weiterhin von der U.S. Army betriebene Baumholder Army Airfield.

## Geschichte
Der Flugplatz wurde im Zuge des Westfeldzugs der Wehrmacht erstellt und durch das Jagdgeschwader 52 sowie Jagdgeschwader 53 verwendet.
Nach Ende des Zweiten Weltkriegs wurde der Platz durch die United States Army übernommen und ausgebaut. Er wurde als Hoppstaedten Army Airfield und später als Boehmer Army Airfield bezeichnet und hatte bei den Soldaten den Spitzname Happy Valley.
Am 19. September 1960 wurde nach einigen mündlichen Absprachen ein schriftlicher Mitbenutzungsvertrag zwischen der amerikanischen Armee und dem Flugsportverein geschlossen, der den zivilen Flugbetrieb an Wochenenden und Feiertagen gestattete.
Seit Abzug der Amerikaner in den 1990er Jahren wird der Platz vom örtlichen Flugsportverein betrieben.